# Urva auropunctata
Urva auropunctata — вид мангустових з Іраку та півночі Південної Азії; він також був завезений у багато регіонів світу, наприклад на кілька островів Карибського басейну та Тихого океану.

## Характеристики
Тіло струнке, а голова витягнута з загостреною мордою. Довжина голови й тулуба 509–671 міліметрів. Вуха короткі. На лапах п'ять пальців і довгі кігті. Статі відрізняються за розміром, у самців голова ширша, а тулуб більший.
Його можна відрізнити від часто симпатичного U. edwardsii за його дещо меншим розміром. Популяції на островах по всьому світу збільшилися в розмірах і статевому диморфізмі, нагадуючи популяції на сході свого ареалу, де вони не мають екологічних конкурентів. Інтродуковані популяції демонструють генетичну диверсифікацію внаслідок генетичного дрейфу та ізоляції.

## Середовище проживання
Країни проживання: Афганістан, Бангладеш, Бутан, Індія, Іран, Ірак, Йорданія, М'янма, Непал, Оман, Пакистан, Саудівська Аравія. Він був завезений (і часто вважається інвазивним видом) на такі території: Антигуа, Барбадос, Біф-Айленд, Бак-Айленд, Карріаку, Хорватія, Куба, Фіджі, Французька Гвіана, Козячий острів, Гренада, Гваделупа, Гаяна, Гаваї, Гаїті, Домініканська республіка, Ямайка, Японія, Йост Ван Дайк, Ла Дезірад, Лаванго, Мафія (Об'єднана Республіка Танзанія), Марі Галанте, Мартиніка, Мауї, Маврикій, Молокаї, Невіс, Оаху, Пуерто-Рико, Сент-Круа, Сент-Джон, Сент-Кітс, Сент-Лючія, Сент-Мартін, Сент-Томас, Сент-Вінсент, Суринам, Тортола, Тринідад, В'єкес і Вотер-Айленд; запровадження було невдалим у Домініканській Республіці. Цей вид або яванський мангуст вперше був зареєстрований у Гонконзі в 1989 році в мангрових заростях на північному заході; до 2010 року він був досить широко поширений на Нових Територіях і поширився на острів Гонконг. Можливо, він зустрічається в Китаї (включаючи острів Хайнань), але ці популяції можуть бути яванським мангустом Herpestes javanicus.
Населяє ліси, чагарники та відкриті місця існування; також знайдено поблизу людських осель. Зареєстрований на висотах від 0 до 2100 метрів.

## Спосіб життя
Всеїдний; дієта, здається, змінюється залежно від пори року та місцевості. Активний удень. Як місця відпочинку використовує повалені дерева та дупла в кореневій системі дерев і вириті самостійно нори. Попри те, що цей вид має тенденцію до самотності, у інтродукованих районах часто спостерігали особин поблизу одна від одної. Щільність популяції коливається від менше ніж 10 до кількох 100 тварин на км². Самці та самки позначають свій ареал за запахом і здатні розрізняти запахи інших особин. Цей вид має великий вокальний репертуар із 12 різних звуків, що є надзвичайно багатим для асоціального виду. Пересування включає крок, рись і галоп. Вони можуть лазити по деревах, але рідко спостерігаються високо над землею. 
Вагітність триває приблизно 49 днів. Середній розмір посліду становить два і коливається від одного до п'яти. За рік буває два-три виводки. Вага при народженні близько 21 г. Новонароджені вкриті світло-сірими волосками, які рідкісні на черевці. Очі закриті і відкриваються між 17 і 20 днями. У два тижні різці повністю встановлюються, а ікла прорізуються. На 22 тижні всі постійні зуби на місці. Дві третини маси тіла дорослої особини досягають у чотири місяці, а статевої зрілості досягають у рік. Перший вихід з лігва відбувається приблизно через чотири тижні, а дитинчата слідують за матір'ю на полювання через шість тижнів

## Використання
Цей вид часто відловлюють і продають як домашніх тварин; існує певна комерційна торгівля в Індії та Непалі. В Індії мангустів виловлюють через шерсть, яку використовують для виготовлення щіток для фарби та гоління.